# Jennifer Pareja

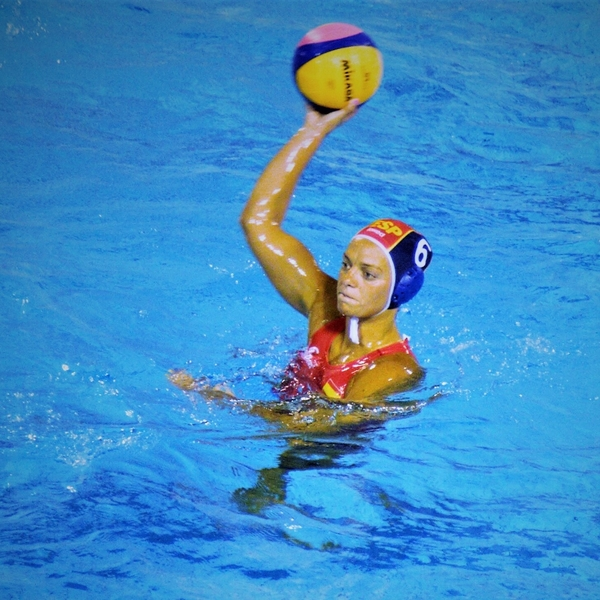
Jennifer Pareja (2013)

Jennifer „Jenny“ Pareja Lisalde (* 8. Mai 1984 in Olot) ist eine spanische Wasserballspielerin. Sie gewann 2012 eine olympische Silbermedaille. 2013 war sie Weltmeisterin und 2014 Europameisterin.

## Sportliche Karriere
Die 1,74 m große Angriffsspielerin belegte mit der spanischen Nationalmannschaft den 8. Platz bei der Weltmeisterschaft 2003 und den elften Platz bei der Weltmeisterschaft 2005. 2007 in Melbourne folgte der siebte Platz. 2008 bei der Europameisterschaft in Málaga gewann Pareja ihre erste internationale Medaille, als sie mit der spanischen Mannschaft im Finale mit 8:9 gegen die russische Mannschaft unterlag. Für die Olympischen Spiele 2008 war die spanische Nationalmannschaft nicht qualifiziert.
2009 belegten die Spanierinnen den achten Platz bei der Weltmeisterschaft in Rom. 2010 wegen Erkrankung und 2011 wegen Verletzung verpasste sie den jeweiligen Saisonhöhepunkt. 2012 qualifizierte sich die spanische Mannschaft für die Olympischen Spiele in London. Dort gewannen die Spanierinnen ihre Vorrundengruppe vor dem US-Team. Der direkte Vergleich endete 9:9, wobei Pareja vier Tore erzielte. Mit Siegen über die Britinnen im Viertelfinale und über die Ungarinnen im Halbfinale erreichte die spanische Mannschaft das Finale gegen das US-Team. Diesmal gewannen die Amerikanerinnen mit 8:5. Im Finale erzielte Jennifer Pareja drei Tore für die Spanierinnen, die beiden anderen warf Anna Espar.
Im Jahr darauf war Barcelona Gastgeber der Weltmeisterschaft 2013. Die Spanierinnen unterlagen in ihrer Vorrundengruppe den Russinnen und belegten nur den zweiten Platz. Deshalb trafen  die Spanierinnen und das US-Team bereits im Viertelfinale aufeinander und die Spanierinnen gewannen mit 9:6, wobei Pareja vier Tore erzielte. Mit einem 13:12-Halbfinalsieg über Ungarn und einem 8:6-Finalsieg gegen Australien gewannen die Spanierinnen den Weltmeistertitel. Pareja traf in Halbfinale und Finale jeweils zweimal. Jennifer Pareja wurde 2013 zur europäischen Wasserballspielerin des Jahres und zur Welt-Wasserballspielerin des Jahres ernannt. 2014 gewann die spanische Mannschaft den Titel bei der Europameisterschaft in Budapest. Pareja erzielte im Halbfinale zwei Tore, im Finale gelang ihr kein Treffer. Jennifer Pareja beendete ihre Karriere im August 2016, nachdem sie nicht mehr für die Olympiamannschaft berücksichtigt worden war.
Auf Vereinsebene spielte Pareja für den Verein CN Sabadell, mit dem sie mehrfach die spanische Meisterschaft gewann. Fünfmal war sie Torschützenkönigin der spanischen Liga.